# Andreas Halbig
Andreas Halbig (* 24. April 1807 in Donnersdorf; † 3. Mai 1869 in Penzing, heute Wien) war ein deutscher Bildhauer und der Bruder des Bildhauers Johann Halbig.

## Leben
Er lernte bei Konrad Eberhard in München, arbeitete für viele bairische Kirchen und besorgte die Restauration der Marienkapelle in Würzburg. In seiner fränkischen Heimat bestückte er wohl auch die Bartholomäuskirche in Oberspiesheim mit den klassizistischen Seitenaltären. Im Jahre 1856 übersiedelte er nach Wien. Als sein Hauptwerk gilt der steinerne, polychromierte Hochaltar der Wiener Augustinerkirche. An diesem aus Sandstein gefertigten Hochaltar im neugotischen Stil arbeitete er von 1857 bis 1869. Ursprünglich war er für die Wiener Votivkirche bestimmt. Heinrich von Ferstel, der Erbauer der Votivkirche, lehnte jedoch den Altar ab, weil er den Durchblick auf den Chorumgang verhindert hätte, daher wurde der Altar 1873 in der Augustinerkirche aufgestellt.
Sein Grabdenkmal setzte ihm sein Bruder Johann Halbig. In Donnersdorf wurde eine Straße nach ihm benannt.

## Werke

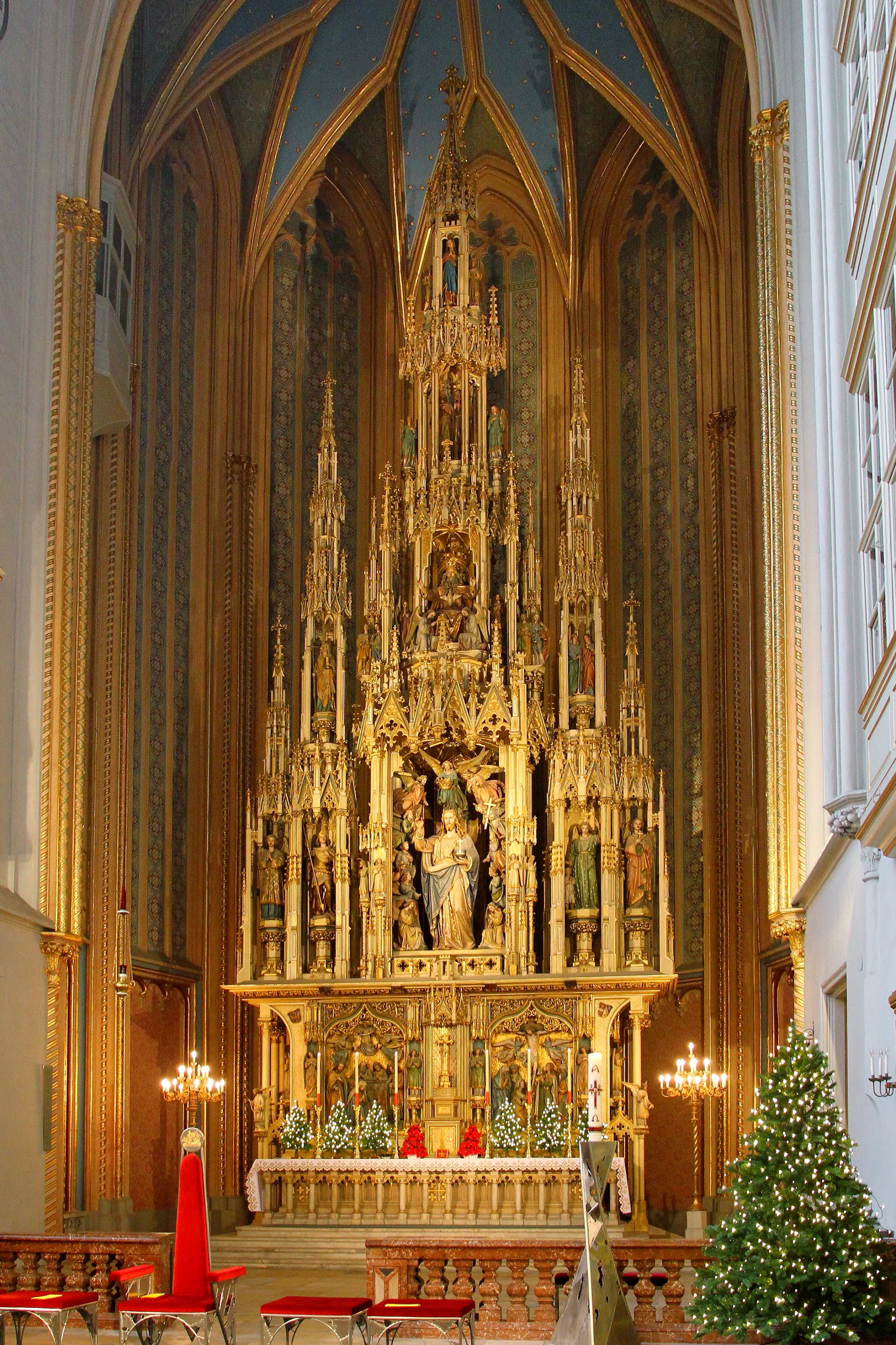
Hochaltar in der Wiener Augustinerkirche
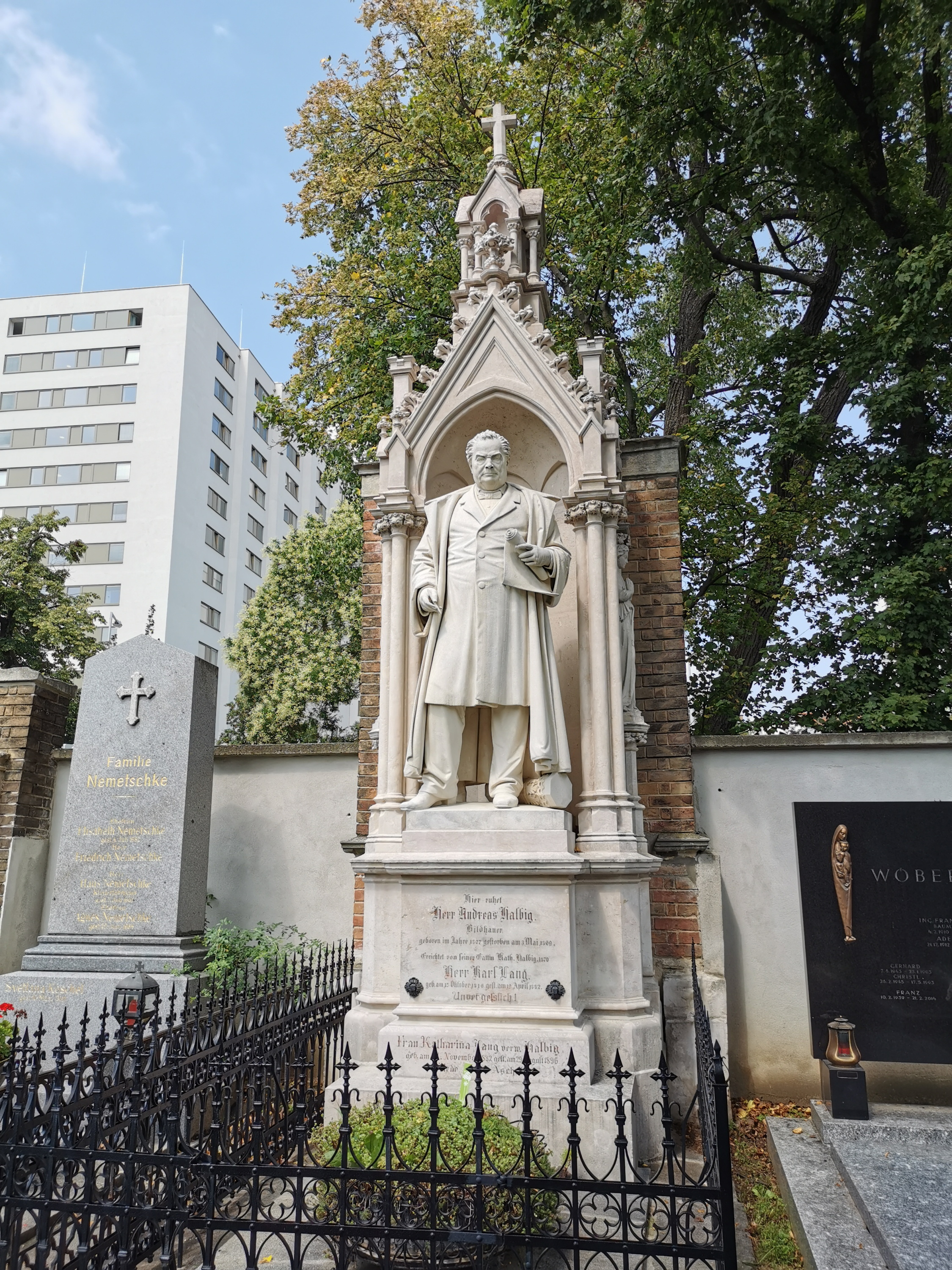
Grabmal auf dem Penzinger Pfarrfriedhof
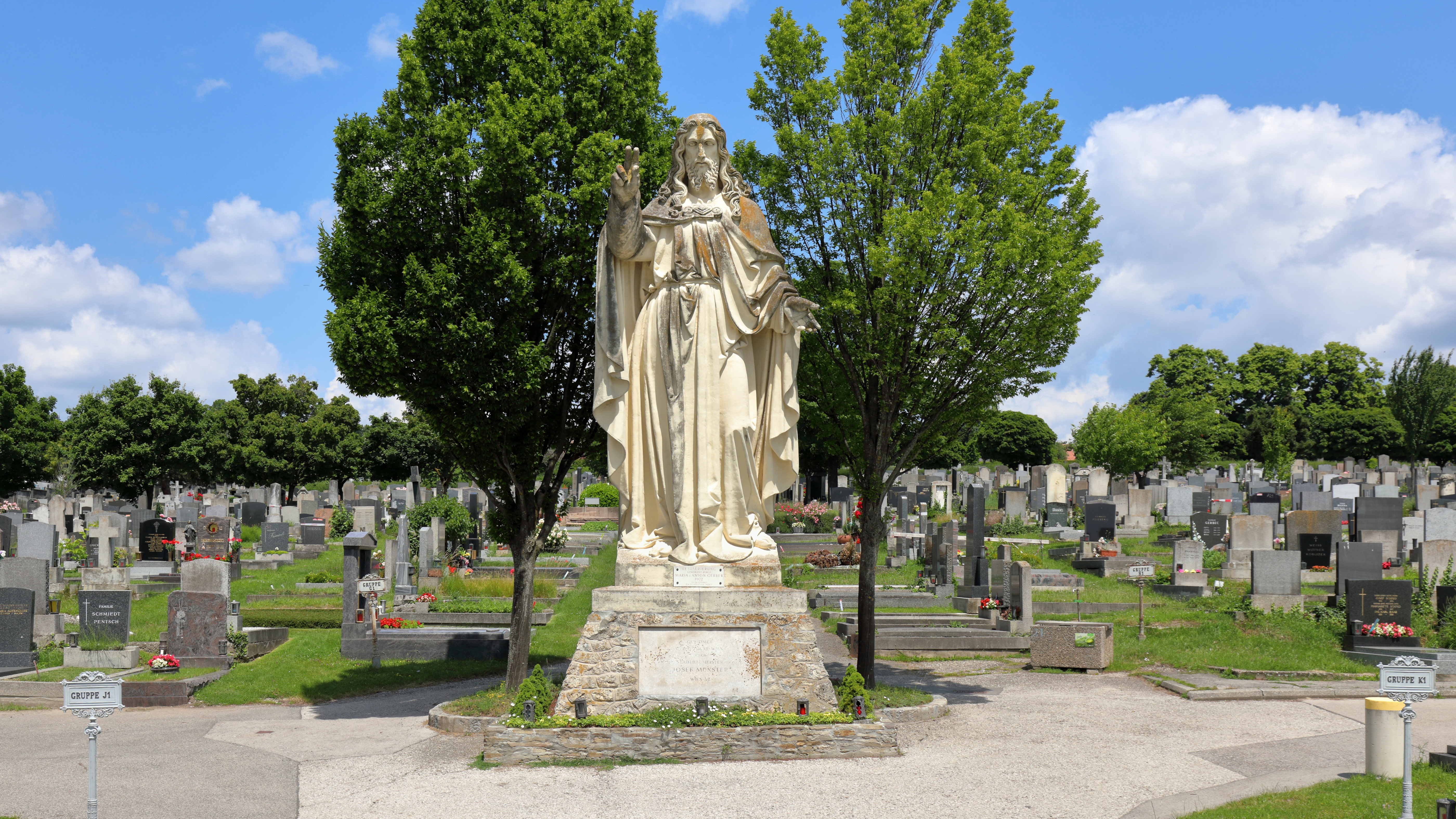
Christusstatue auf dem Baumgartner Friedhof